# Жюлос
Жюло́с (фр. Julos, окс. Julòs) — коммуна во Франции, находится в регионе Юг — Пиренеи. Департамент — Верхние Пиренеи. Входит в состав кантона Лурд-Эст. Округ коммуны — Аржелес-Газост.
Код INSEE коммуны — 65236.

## География

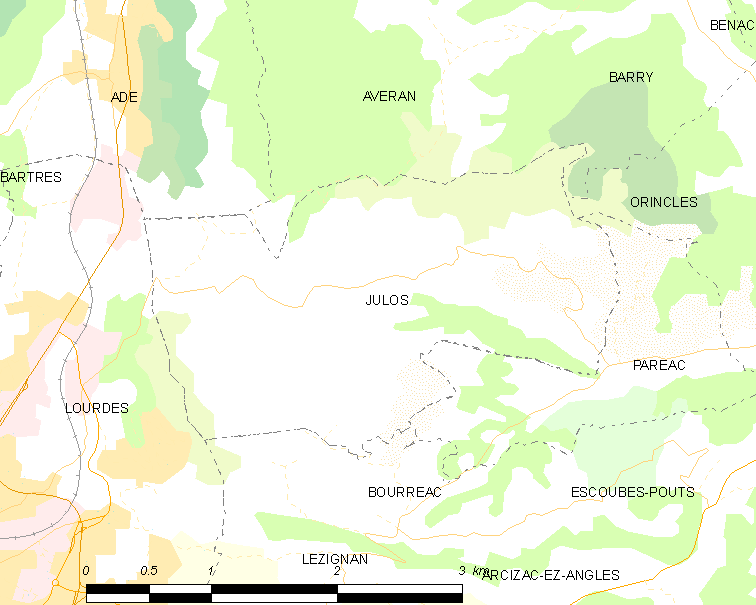
Карта коммуны

Коммуна расположена приблизительно в 670 км к югу от Парижа, в 130 км юго-западнее Тулузы, в 14 км к юго-западу от Тарба.

## Климат
Климат умеренно-океанический с солнечной тёплой погодой и обильными осадками на протяжении практически всего года.

## Население
Население коммуны на 2010 год составляло 340 человек.
| 1962 | 1968 | 1975 | 1982 | 1990 | 1999 | 2010 |
| ---- | ---- | ---- | ---- | ---- | ---- | ---- |
| 178  | 188  | 191  | 191  | 218  | 241  | 340  |

## Администрация
| Период | Период | Фамилия    | Партия | Примечания |
| ------ | ------ | ---------- | ------ | ---------- |
| 2001   | 2020   | Жорж Кастр |        |            |

## Экономика
В 2010 году среди 234 человек трудоспособного возраста (15-64 лет) 177 были экономически активными, 57 — неактивными (показатель активности — 75,6 %, в 1999 году было 70,9 %). Из 177 активных жителей работали 170 человек (90 мужчин и 80 женщин), безработных было 7 (6 мужчин и 1 женщина). Среди 57 неактивных 18 человек были учениками или студентами, 22 — пенсионерами, 17 были неактивными по другим причинам.

## Достопримечательности
- Церковь Св. Петра (XII век). Исторический памятник с 1979 года[4]
- Часовня Св. Мартина

## Фотогалерея

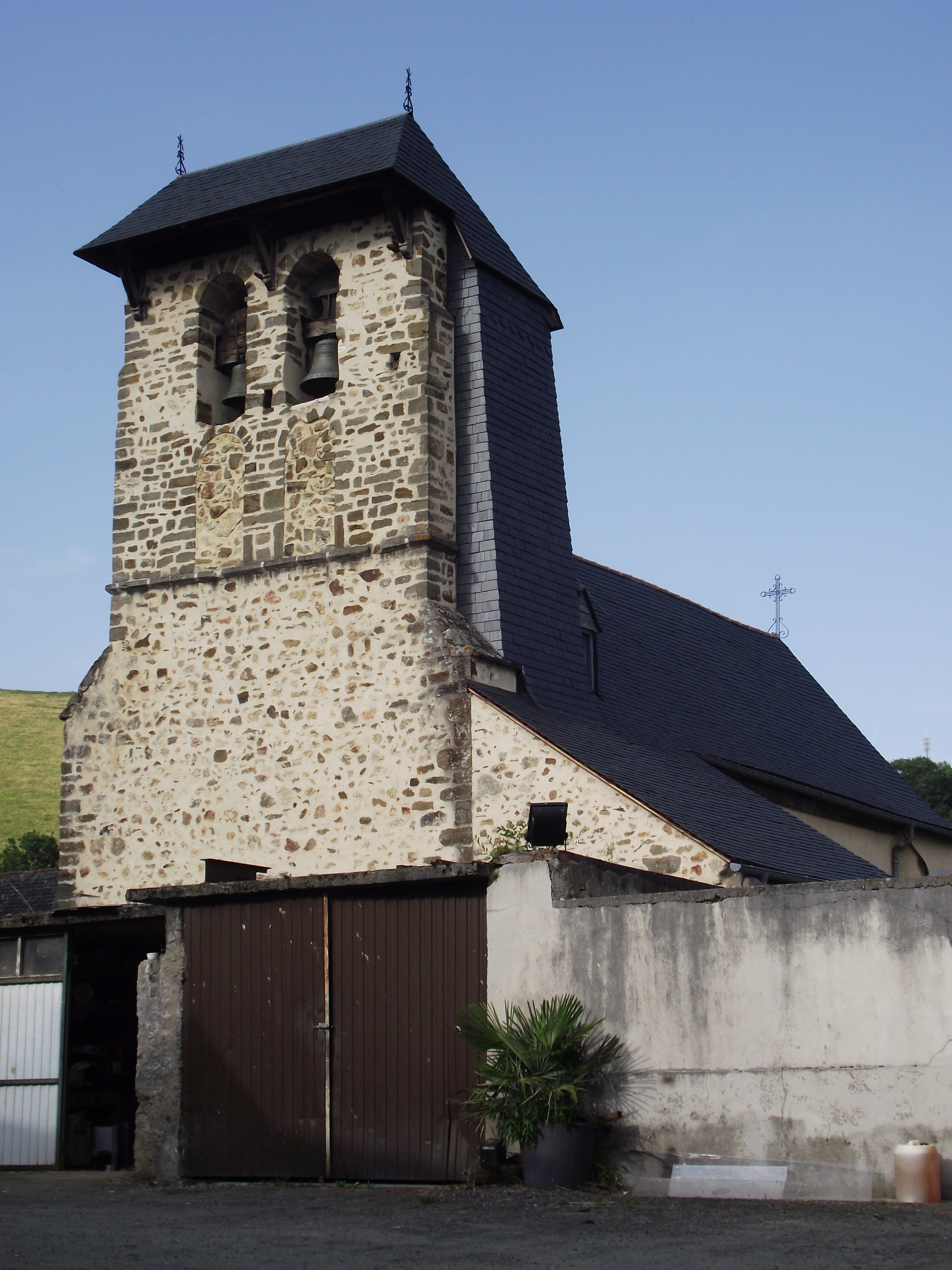
Церковь Св. Петра
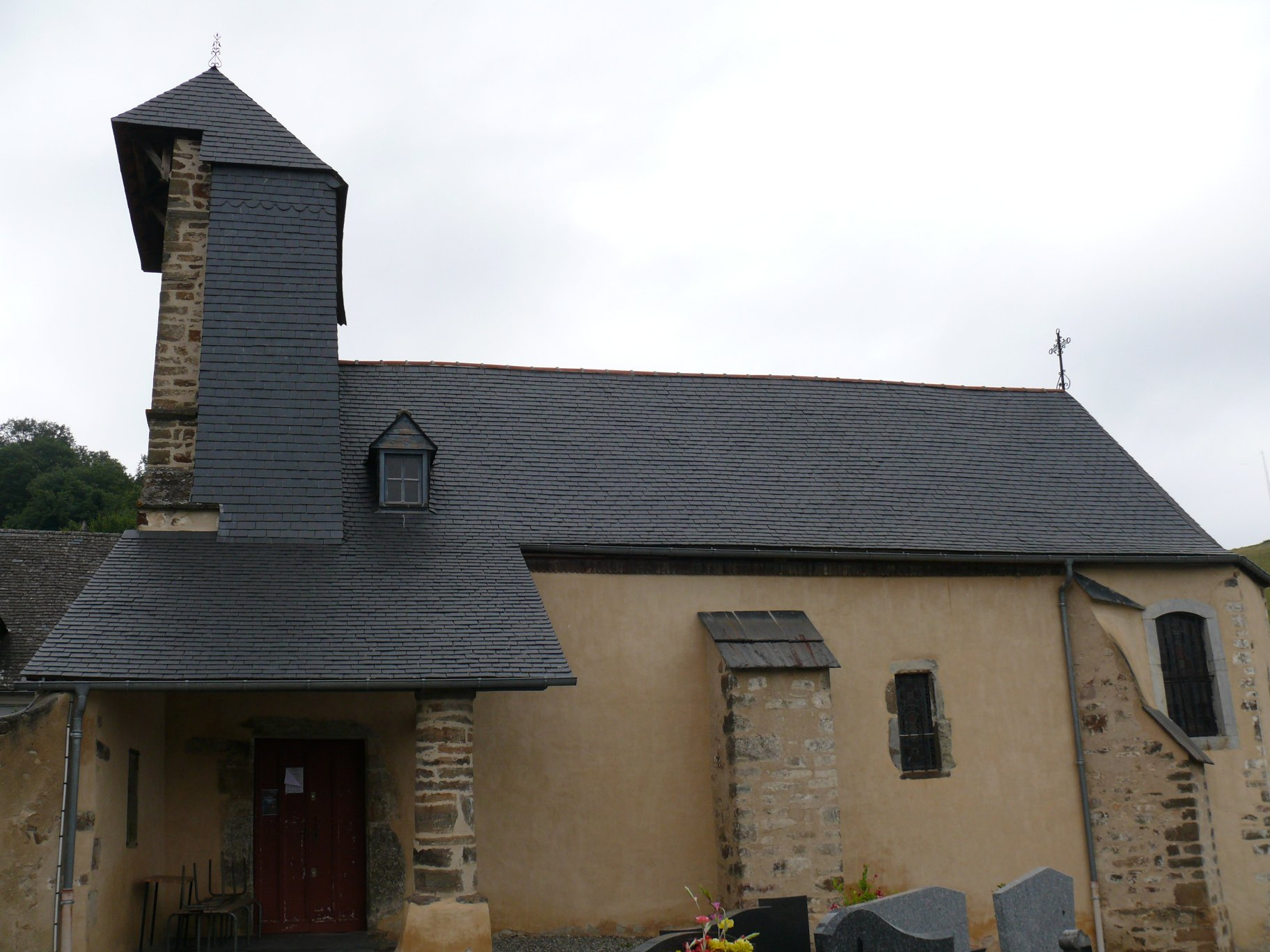
Церковь Св. Петра
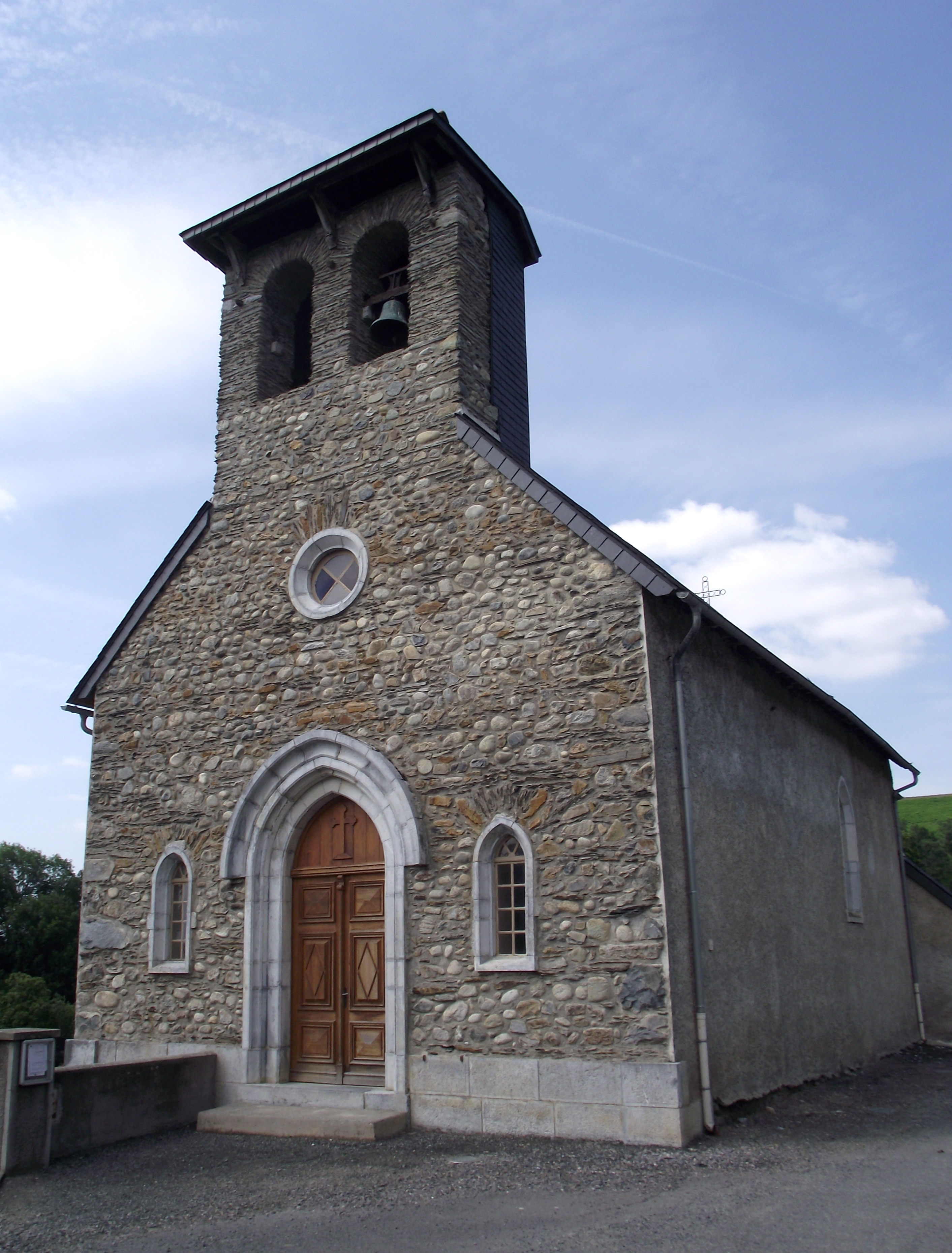
Часовня Св. Мартина
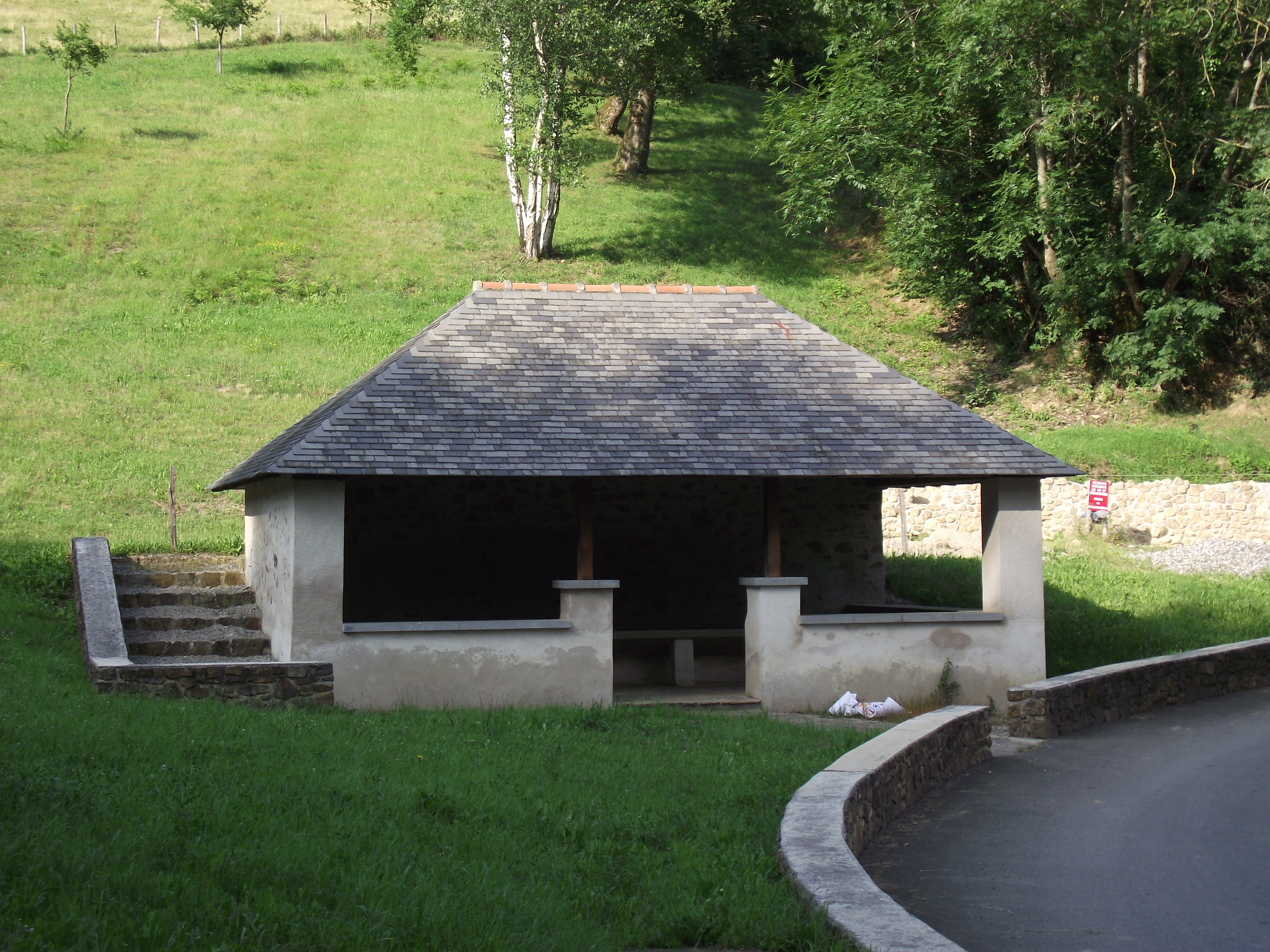
Общественная прачечная
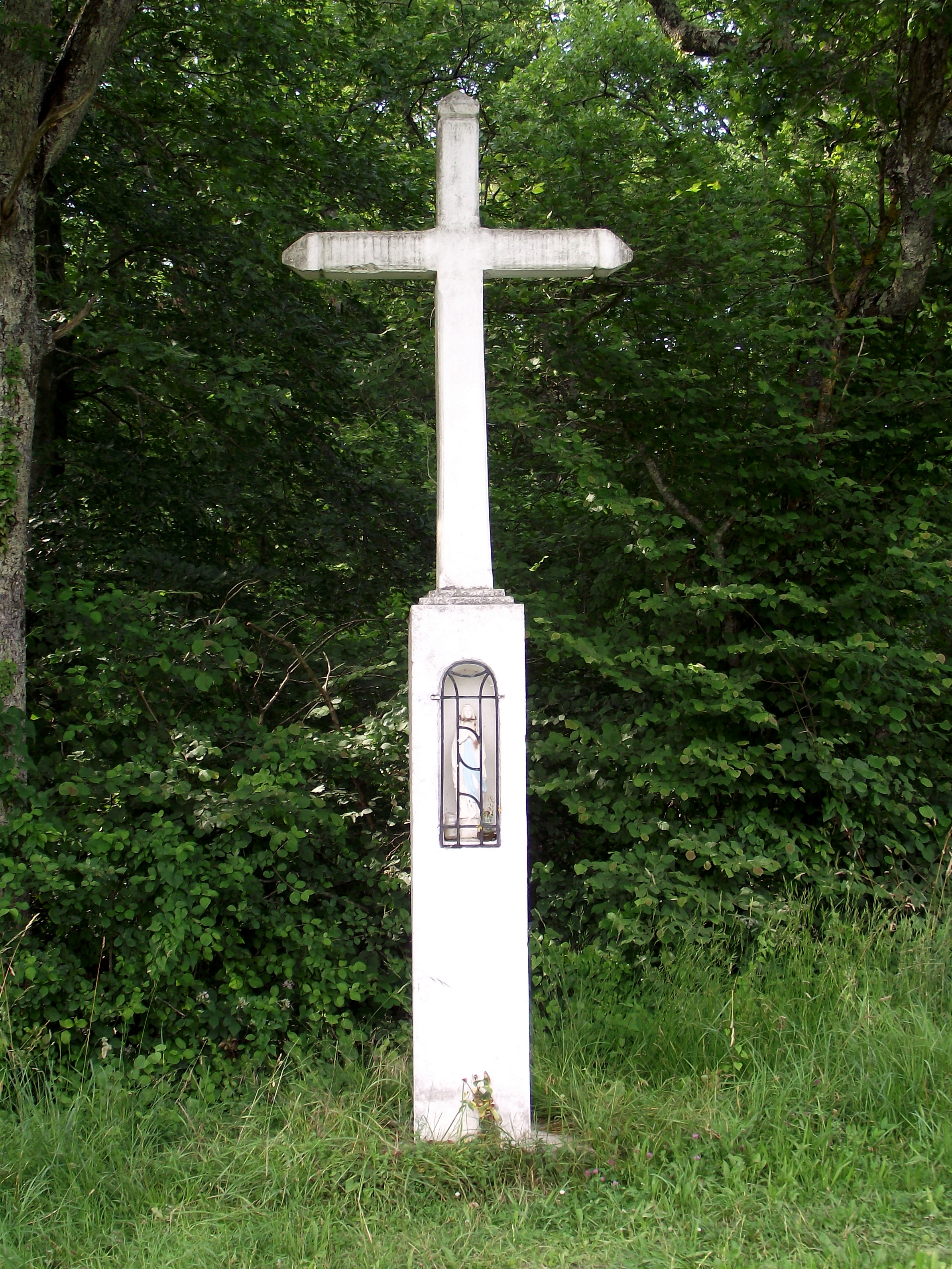
Крест
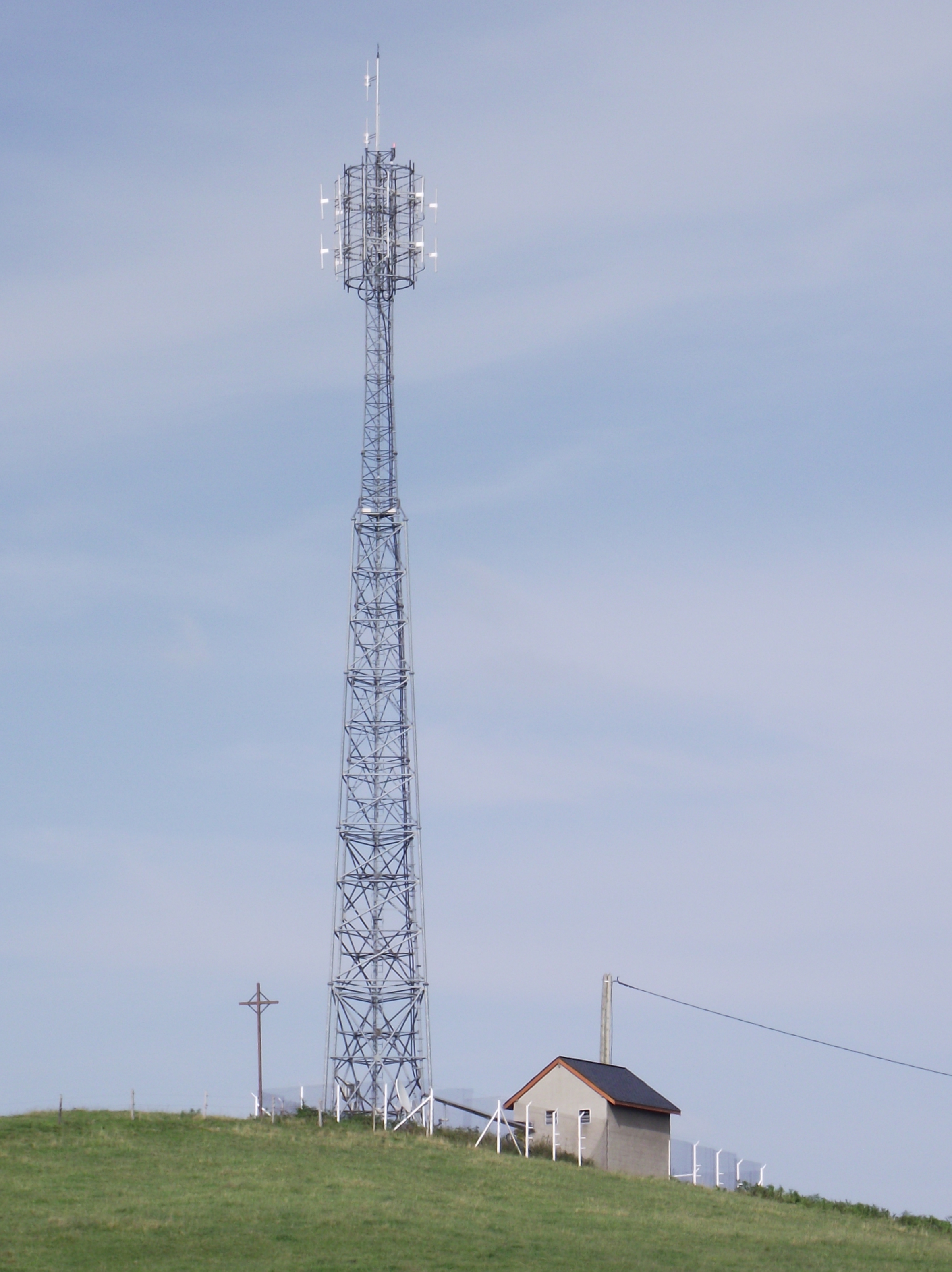
Антенна на холме Мирамон
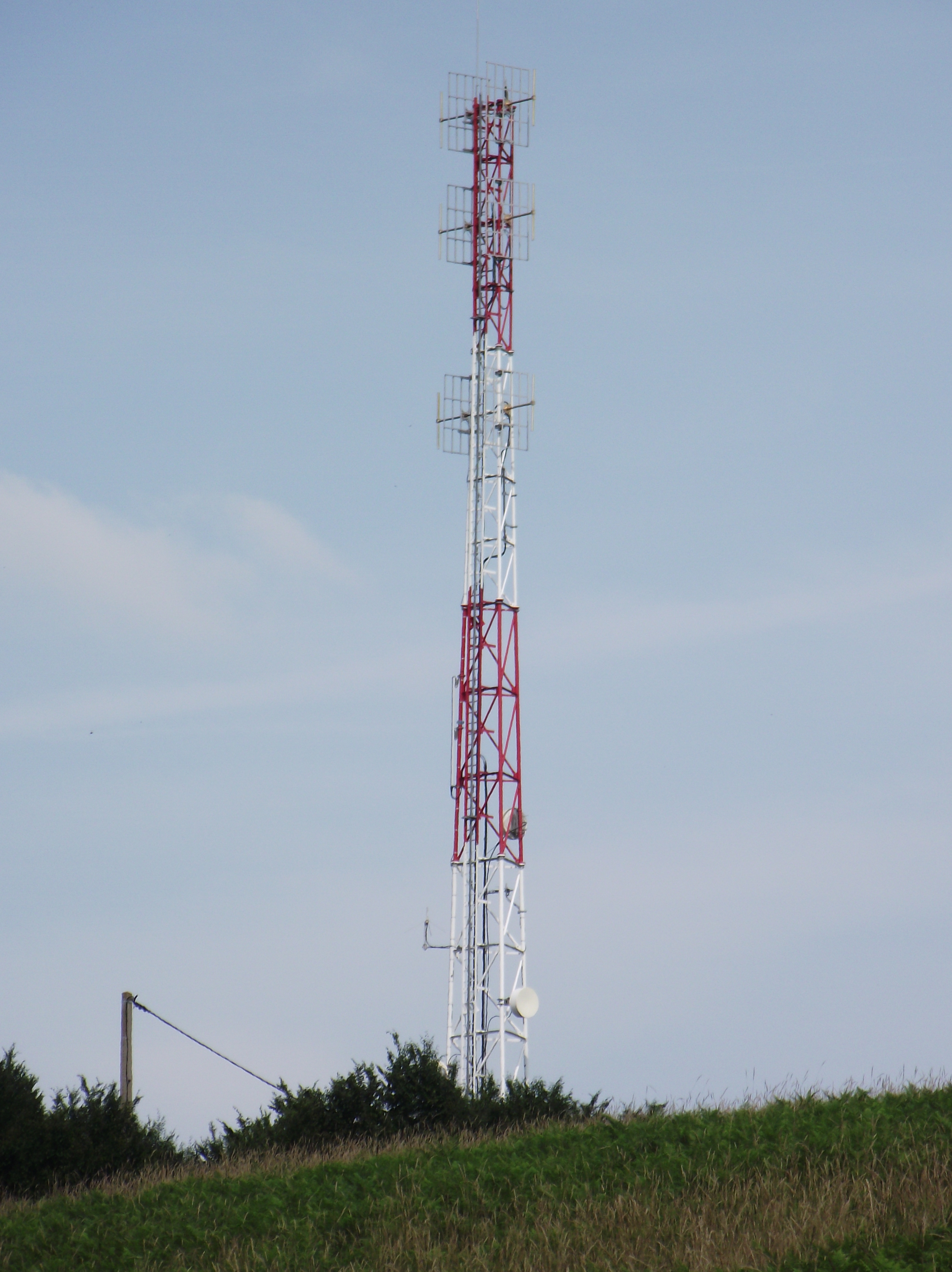
Антенна